# Arthur Tokle
Arthur Emil „Art“ Tokle (geb. 16. August 1922 in Løkken Verk, Meldal, Provinz Sør-Trøndelag, Norwegen; gest. 3. März 2005 in Dover, New Jersey) war ein US-amerikanischer Skispringer, der für die Vereinigten Staaten bei den Olympischen Winterspielen 1952 in Oslo antrat und im Einzelwettbewerb auf der Großschanze den 18. Platz belegte.

## Werdegang
Tokle war der Sohn eines norwegischen Bergbaubeamten, der seine 20 Kinder im Skispringen ausbildete und bis zu seinem 70. Lebensjahr selbst Ski fuhr. Arthurs älterer Bruder Torger Tokle kam 1939 in die USA, erlangte vor ihm schnellen Ruhm und wurde 1945 als Angehöriger der Skitruppen in Italien getötet. Kyrre Tokle, ein weiterer älterer Bruder, sprang im Alter von 55 Jahren immer noch bei informellen Wettkämpfen in den USA mit.
Arthur Tokle gewann seine erste nationale Meisterschaft als Teenager und diente in der Königlichen Garde, bevor er 1947 nach Amerika auswanderte. Er war 1951 und 1953 US-amerikanischer Meister im Skispringen. Tokle trug die amerikanische Flagge während der Eröffnungszeremonie der Nordischen Skiweltmeisterschaften 1958 in Lahti, Finnland, und nahm an den Olympischen Winterspielen 1960 in Squaw Valley teil. Später trainierte er die amerikanische Skisprungmannschaft bei den Olympischen Winterspielen 1964 und 1968. Tokle wurde 1970 in die National Ski Hall of Fame aufgenommen. Er war technischer Direktor des US-Teams bei den Olympischen Winterspielen 1980. Er ist Mitautor des „Complete Guide to Cross Country Skiing and Touring“.

## Privates
1948 heiratete Tokle Oddfrid Larsen und ließ sich in Lake Telemark, New Jersey, nieder, einer halbländlichen Gemeinde, die von skandinavischen Einwanderern bevorzugt wird. Zusammen hatten sie zwei Kinder, Arthur Tokle Jr. und Vivian Lynch.